# Ajeeb

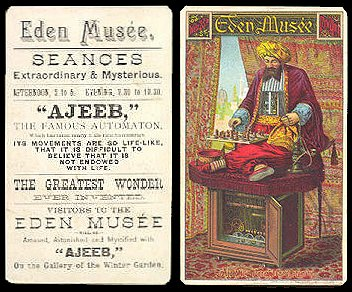
Inzerát na představení stroje včetně jeho kresby

Ajeeb byl mechanický stroj vytvořený v letech 1865 až 1868 jako kopie údajného šachového automatu Turek.
Stroj v podobě figuríny Inda v životní velikosti sestrojil anglický umělecký truhlář Charles Alfred Hooper (1825 – 1900) a vystavil jej v London Crystal Palace v Královském polytechnickém institutu. Roku 1878 se Ajeeb stal jednou z atrakcí světové výstavy v Paříži a do roku 1885 jej v různých městech Evropy (např. v Berlíně, Breslau, Drážďanech, Lipsku, Magdeburgu, Düsseldorfu, Wiesbadenu, Bruselu a v dalších) vidělo více než sto tisíc diváků.
Roku 1885 vytvořil Hooper ještě jednoho Ajeeba a s oběma stroji odjel do Ameriky, kde je předváděl souběžně v New Yorku, v Minneapolis, v Chicagu a v Kansas City. Stejně jako za Turka i za Ajeeba mysleli tehdejší přední světoví šachisté, například v letech 1898 až 1904 jej v USA obsluhoval jeden z nejsilnějších hráčů přelomu století Harry Nelson Pillsbury.
Mezi soupeři Ajeeba byli např. prezident Spojených států amerických Theodore Roosevelt, kouzelník Harry Houdini, spisovatel O. Henry a herečky Sarah Bernhardt a Marie Dresslerová.
Roku 1929 byl první Ajeeb (stejně jako původní Kempelenův automat) zničen při požáru na Coney Islandu v New Yorku. Druhý Ajeeb se pak ztratil během II. světové války.